# Đại dịch COVID-19 tại Niger
Bài viết này ghi lại các tác động của đại dịch COVID-19 ở Niger, và có thể không bao gồm tất cả các phản ứng và biện pháp chính hiện đại.

## Dòng thời gian
Vào ngày 19 tháng 3, trường hợp đầu tiên ở nước này đã được xác nhận.
Tính đến ngày 31 tháng 12 năm 2022, Niger ghi nhận 9,931 trường hợp nhiễm COVID-19 và 312 trường hợp tử vong.